# Dziecinne
Dziecinne (białorus.Дзяцінная) – wieś w Polsce położona w województwie podlaskim, w powiecie bielskim, w gminie Boćki.
Według Pierwszego Powszechnego Spisu Ludności, przeprowadzonego w 1921 r., wieś Dziecinne liczyła 5 domów i 27 mieszkańców (16 kobiet i 11 mężczyzn). Niemal wszyscy mieszkańcy miejscowości, w liczbie 26 osób, zadeklarowali wówczas wyznanie prawosławne, pozostała 1 osoba zgłosiła wyznanie rzymskokatolickie. Podział religijny mieszkańców wsi pokrywał się z ich strukturą narodowo-etniczną, gdyż 26 mieszkańców podało narodowość białoruską, a pozostała 1 osoba polską. W okresie międzywojennym Dziecinne znajdowały się w gminie Łubin.
W latach 1975–1998 miejscowość administracyjnie należała do województwa białostockiego.
Prawosławni mieszkańcy wsi należą do parafii Zaśnięcia Matki Bożej w Boćkach, a wierni kościoła rzymskokatolickiego do parafii św. Józefa Oblubieńca w Boćkach.